# Мордово (Ульяновская область)
Мордо́во — село в Сенгилеевском районе Ульяновской области, бывшее Архангельское. Входит в Елаурское сельское поселение.

## География
Расположено на правом берегу реки Волга (Куйбышевское водохранилище).
Ближайшие населённые пункты: Елаур — 10 км, Алёшкино — 10 км, Вырыстайкино — 5 км.

## История
Основано во второй половине XVII века.
В 1780 году, при создании Симбирского наместничества, село Мордово, при речке Мордове, экономических крестьян, пахотных солдат, помещиковых крестьян, дворцовых крестьян, вошло в состав Сенгилеевского уезда. С 1796 года в Симбирской губернии.
С 1853 года открыто начальное земское училище.
Храмов два: приходский и приписной. Приходский храм деревянный, теплый, построен прихожанами в 1885 году. Престол в нем во имя Архистратига Божия Михаила. Приписной храм в деревне Вырыстайкине построен в 1900 году, деревянный, теплый; престол в нем в честь Покрова Пресвятые Богородицы. Закрыта в 1932 году, разобрана в 1954-1955 годах и перенесена в село Русская Бектяшка.
В 1924 году село Мордово входило в Мордовинский с/с Ульяновский уезд Ульяновская губерния, в котором была школа 1-й ступени. 
В 1956 году, в связи с созданием Куйбышевского водохранилища, село перенесено на новое место.

## Население
| 1913 | 1996 | 2010 |
| ---- | ---- | ---- |
| 1694 | ↘440 | ↘317 |

В 1780 г. 474 ревизских душ.
В 1859 г. в 151 дворе жило 448 м. и 522 ж.
Прихожан в 1900 г.: в с. Мордове в 264 дворах 676 м. и 730 ж.
В 1924 году в селе в 310 дворах жило 1462 человека.

## Инфраструктура
Газифицировано в 2007 г.

## Археология
Известно археологическими памятниками: 
- На севере от села — курган Крупный Мар (предположительно, бронзовый век),

- в 5 км на запад от села — булгарское городище.

## Транспорт
Имеется регулярное автобусное сообщение с районным центром.